# Liang Jing Ru
Este es un nombre chino; el apellido es Liang.
Liang Jing Ru léase: Liáng Ching-Rú  (en chino: 梁静茹, pinyin: Liáng Jìngrú, nombre en inglés: Jasmine Leong, más conocida en occidente como Fish Leong) es una cantante del Pop mandarín nacida el 16 de junio de 1978 en Kuala Pilah, Malasia, con descendencia de Foshan, República Popular China. Jing Rú ha tenido mucho éxito en Taiwán, China, Malasia, Singapur y Japón. Es conocida como la reina de las canciones de amor ("the queen of Love Songs") y es reconocida a nivel mundial por sus canciones de balada romántica, muchas de las cuales se han convertido en éxitos populares.

## Biografía
Jing Rú nació en Kuala Pilah en el estado de Negeri Sembilan, Malasia y se crio en Bahau (马口, literalmente:boca de caballo), una pequeña ciudad que se encuentra a media hora de viaje de Kuala Pilah. Su verdadero nombre es Leong Chui Pen (en chino: 梁翠萍, pinyin: Liángcuìpíng).
Comenzó su carrera como cantante de cover en el Hai Luo Music Cafe.
En su juventud, Leong participó en muchos concursos de canto y emergió como ganadora de algunos de ellos. El veterano Jonathan Lee qué es productor, cantante y compositor taiwanés, la descubrió en un concurso de canto en Hai Luo. Luego ella fue a cantar una canción llamada Qi Dai (期待), que fue compuesta por él. Jing Ru comenzó su carrera en Taiwán, en octubre de 1997, después de unirse a Rock Records, una compañía discográfica, allí fue cuando adoptó el nombre de "Fish", porque el último carácter de su nombre "茹" suena como "pescado" en cantonés. Su álbum debut Una noche avanzada (一夜长大), fue sacado después de dos años, sólo para encontrarse con un terremoto en el día de la promoción de lanzamiento del disco (21 de septiembre de 1999). Su carrera sólo pudo despegar tras el exitoso lanzamiento de su segundo álbum yǒng Qi (勇气), coraje. La canción "Coraje"  es sobre el valor del amor y, sobre todo en las relaciones prohibidas. A partir de entonces, Leong ha seguido cantando canciones de amor sobre las diferentes etapas de las relaciones, desde el primer amor en "Silencio de verano" y cuando el amor termina con (分手快乐) romper feliz.
Leong ha disfrutado de colaboraciones con importantes compositores y productores chinos, tales como Lee-Hom Wang y Ashin de Mayday, siendo este último su labelmate compañero. También ha cantado duetos con colegas y compañeros de marca en Malasia como, Guang Liang, Pin Guan y Yu Heng. Sus álbumes han sido éxitos de ventas en la región de Asia oriental, entre ellos Singapur y Taiwán, donde se encuentra viviendo. Desde su debut en 1999, Leong ha publicado diez álbumes como solista. Su álbum más vendido The Power of Love (恋爱的力量) sacado el 25 de noviembre de 2003, ha vendido más de 1,5 millones de copias en Asia, incluyendo a más de 300.000, 35.000 y 40.000 ejemplares en Taiwán, Malasia y Singapur, respectivamente. Wings Of Love (燕尾蝶), su séptimo álbum de doble-platino, encabezó las ventas del Singapore’s RIAS por dos semanas y se mantuvo dentro de los 15 puestos por más de dos meses. Su álbum La ruta de la Seda (丝路) en 2005 había vendido 1 millón de copias en Asia. En los premios Singapore Hits de 2003, fue coronada como la Mejor Vocalista Femenina. En 2004 fue nominada como la cantante más popular a nivel regional (malasia) del mismo evento. En 2005, ganó como la cantante más popular, la más popular femenina y Regional (Malasia). Su álbum de 2006 "Kissing The Future Of Love" (亲亲) fue éxito y encabezó las listas del mandarín durante semanas. Un año más tarde, logró la misma hazaña con su álbum de 2007 "j'adore" (崇拜) adoración.
Tras el éxito del tour Love Parade World 2004/2005, que había realizado con otra serie de conciertos de gira mundial (incluyendo Hong Kong, Taiwán, Corea, China, Malasia y Singapur), que empezó en febrero de 2007. A partir de diciembre de 2007 tiene una nueva serie de conciertos llamado "Today is Our Valentine's Day concerts". El nombre del concierto surgió del deseo de Leong para decirle a sus fanes que "Aunque el concierto no se hará el día de San Valentín de este año, quiero decirles a mis fanes que cada día puede ser el día de San Valentín, cuando se tiene la persona al lado.
En 2010 contrae matrimonio en la ciudad de Taipéi y ese mismo año lanza su nuevo álbum llamado Las canciones de amor no te nombran (情歌没有告诉你) con un total de diez pistas. En 2011 lanza su álbum # 14 llamado Ahora comienzo amarte (现在开始我爱你) y titulado en inglés I Love You Hereafter, con sus canciones más sonadas y donde estrenó amor comparado (比较爱) y La Cote d'Azur (蓝色海岸).
En la mañana del 18 de abril de 2014, Liang Jing Ru dio a luz a su primer hijo en Taipéi. La pareja eligió el nombre inglés de su hijo como Anderson y compartió fotos de las pequeñas huellas del bebé en Internet.
En abril de 2019 lanza su más reciente producción llamada ¿como estoy? -El sol sale como siempre (我好吗？ -太阳如常升起) , siendo el 13º álbum luego de siete años de ausencia. Originalmente estaba programado para ser lanzado el 16 de mayo, pero debido a retrasos en discos físicos la fecha de lanzamiento se pospuso para el 21 de mayo, la versión digital no contempló dicho retraso. El trabajo musical cuenta con 10 pistas de audio y 5 vídeos musicales, uno de ellos Twilight (微光) grabado en Vancouver, Canadá lanzado el 16 de abril, siendo la primera vez que Jing Ru visitaba ese país.  
El 8 de septiembre de 2019, se confirmó el divorcio con su esposo, terminando oficialmente el matrimonio de nueve años. El hijo quedó a custodia compartida.

## Discografía
| Álbum | Título (en español)              | Chino (Tradicional)     | Chino (Simplificado)    | Fecha       | Estudio          |
| ----- | -------------------------------- | ----------------------- | ----------------------- | ----------- | ---------------- |
| 1     | Una noche avanzada               | 一夜長大                | 一夜长大                | 17-sep-1999 | Rock Records     |
| 2     | Coraje                           | 勇氣                    | 勇气                    | 2-ago-2000  | Rock Records     |
| 3     | Brillo de estrellas              | 閃亮的星                | 闪亮的星                | 26-jun-2001 | Rock Records     |
| 4     | Me gusta                         | 我喜歡                  | 我喜欢                  | 7-feb-2002  | Rock Records     |
| 5     | Vida hermosa                     | 美麗人生                | 美丽人生                | 12-feb-2003 | Rock Records     |
| 6     | Alas de amor                     | 燕尾蝶                  | 燕尾蝶                  | 9-sep-2004  | Rock Records     |
| 7     | La ruta de la seda               | 絲路                    | 丝路                    | 16-sep-2005 | Rock Records     |
| 8     | Besar                            | 親親                    | 亲亲                    | 6-oct-2006  | Rock Records     |
| 9     | j'Adore                          | 崇拜                    | 崇拜                    | 9-nov-2007  | Rock Records     |
| 10    | Otoño y canciones , no lo lloren | 靜茹＆情歌-別再為他流淚 | 静茹＆情歌-别再为他流泪 | 16-ene-2009 | Believe in Music |
| 11    | Las canciones no te nombran      | 情歌沒有告訴你          | 情歌没有告诉你          | 24-dic-2010 | Universal Music  |
| 12    | Amor en el corazón               | 愛久見人心              | 爱久见人心              | 10-ago-2012 | Universal Music  |
| 13    | ¿Como estoy?                     | 我好吗？                | 我好嗎？                | 16-may-2019 | Universal Music  |

## Filmografía

### Apariciones en programas de variedades
| Año  | Programa   | Notas    |
| ---- | ---------- | -------- |
| 2019 | Happy Camp | invitada |